# 김대욱
김대욱(한국 한자: 金大旭, 1987년 11월 23일 ~ )은 대한민국의 축구 선수이며 포지션은 풀백이다.

## 생애

### 선수
조선대학교 4년 장학생과 주장이였으며, 대학대표팀에 선발되었다. 졸업 후 2010년 K리그 드래프트에 신청하였으나 드래프트 장에서는 지명을 받지 못하였고, 이후 대전 시티즌 입단 테스트를 합격해 입단하게 되었다. 데뷔 첫해 리그 2경기 출장을 기록하였다.
2010 시즌 종료 후 군 복무를 이유로 경찰청 축구단에 입대하였으며, 2012년 10월 제대하였지만 계약 만료로 팀을 떠났고, 2013년 경주한수원에 입단 하였으며 대한민국 풋살 대표팀으로 2013년 실내 무도 아시안 게임 출전하기도 하였다. 1시즌 후 계약만료로 팀을 떠났다.
2014년 뉴질랜드의 오클랜드 시티 FC에 입단하여 전성기를 맞으며 주축 멤버로 활동 하였고, 2014년 부터 2017년까지 4회 연속 오세아니아 챔피언으로 등극하며, 4회 연속 클럽 월드컵에 출전하였다. 2014년 클럽월드컵에 출전해 처음으로 클럽 월드컵 4강 진출에 공헌하였고, 이후 2015년 클럽월드컵에도 연이어 출전하였고, 2016년 클럽월드컵에도 출전하여 가시마 앤틀러스를 상대로 선제골을 기록하였다. 2017년 클럽월드컵을 출전하였다.
2018시즌을 앞두고 FC 안양으로 이적하였다.
2023 시즌을 앞두고 East Coast Bay AFC 1군 코치로 선임 되었다.
2025년 시즌 Auckland City FC U23 감독으로 선임 되었으며, Auckland City FC의 코치로 2025년 FIFA 클럽 월드컵 출전하였다. 대한민국에서 선수와 코치로써 FIFA 클럽 월드컵을 5회 출전하며 최다 출전 기록을 가지고 있다.